# مركز كارينغتون للتدريب
مركز كارينغتون للتدريب (بالإنجليزية: Carrington Training Centre)‏ ويعرف أيضاً باسم مركز تدريب نادي مانشستر سيتي (بالإنجليزية: Carrington Training Centre)‏، لكنه يعرف اختصاراً باسم كارينغتون (بالإنجليزية: Carrington)‏، هو مركز تدريب نادي مانشستر سيتي و الذي افتتح عام 2001 ، يقع في كاريغتون في ترافورد بمدينة مانشستر الإنجيزية. و يختلف مركز كارينغتون عن أكاديمية نادي مانشستر سيتي  (بلايت لين).